# Restaurant Casa Gatell
Restaurant de Cambrils, municipi de la Costa Daurada. Fundat el 1914 per Josep Font Alterats, provinent d'una família de restauradors cambrilenca: “els Gatell”. Regentat fins al seu tancament el desembre de 2011, per la tercera generació d'aquesta família, Joan Pedrell i la seva esposa Fanni Pallejà.
El restaurant Casa Gatell s'ha caracteritzat durant tots els seus anys d'obertura per una cuina de producte o de mercat amb arrels clàssiques marineres.

## Història
La nissaga dels Gatell arranca l'any 1914 amb l'avi dels darrers restauradors. Amb els anys, d'aquell primer cafè en van arribar a néixer tres restaurants:  
Can Gatell (Rodolfo Font), Casa Gatell-Joan Gatell (Joan Pedrell) i Restaurant Eugènia (Josep Pedrell).
Josep Font Alterats va fundar l'any 1914 un negoci de barberia, fonda, cafè i restaurant. Era fill de Josep Font Gatell, d'aquí el popular nom de Gatell. El cafè l'anomenaren, “Cafè Gatell” o “Can Gatell”.
Als anys 20 la família Gatell va deixar la barberia i el cafè-fonda-restaurant es convertí en el més gran i important de Cambrils. A la dècada dels 50, aquell pioner establiment es dividí en dues meitats. Els pares de Joan Pedrell deixaren el cafè al seu oncle (Rodolfo Font) per quedar-se amb la fonda-restaurant. Però als anys 60 van deixar la fonda per quedar-se definitivament amb el restaurant. Així van sorgir Casa Gatell (per a Joan i Josep Pedrell) i Can Gatell (per a Rodolfo Font). Arribats als anys 70, Joan Pedrell i el seu germà gran Josep van voler seguir camins diferents i van jugar-se a sorts el negoci familiar. Joan Pedrell va guanyar quedant-se, per tant, el restaurant Casa Gatell. El seu germà, Josep Pedrell va fundar el 1971 el restaurant Eugènia de Cambrils, a pocs metres de l'antic Cafè Gatell.
El seu bagatge com a restaurant durant 97 anys finalitza el 21 de desembre de 2011 quan tanca definitivament les seves portes per jubilació dels propietaris i falta de relleu generacional L'edifici es rehabilita per convertir-se actualment en una pizzeria.

## Reconeixements
- 1974-2003. Una Estrella a la Guia Michelin[11]
- 1987. Importante del Turismo a Joan Pedrell, atorgat per l'Skal Club de Barcelona[12][13]
- 2004. Medalla d'Or del Turisme de Catalunya a Joan Pedrell, atorgat per la Generalitat de Catalunya[14]
- 2005. Professional de l'Any a Joan Pedrell, atorgat per l'Acadèmia Catalana de Gastronomia[15]
- 2009. Homenatge a Joan Pedrell com a membre promotor de l'Escola d'Hoteleria i Turisme de Cambrils[16]
- 2014. Homenatge a Joan Pedrell com a integrant de les famílies pioneres de la restauració a Cambrils[17]